# Jerzy Stefan
Jerzy Stefan (rum. Gheorghe Ștefan; zm. 1668) – hospodar Mołdawii w latach 1653–1658.
Pochodził z mołdawskiej rodziny bojarskiej, przed objęciem tronu piastował ważne stanowiska na dworze Bazylego Lupu. W 1653 uczestniczył w spisku przeciwko swemu władcy, zorganizowanym przez hospodara wołoskiego Mateusza Basaraba – w wyniku ataku tego ostatniego został osadzony na tronie hospodarskim, a Bazyli Lupu uciekł do Polski. Bazyli zdołał jednak tam zapewnić sobie pomoc swojego zięcia Tymofieja Chmielnickiego, z którym wspólnie pokonali Jerzego Stefana i uderzyli na Wołoszczyznę. Tam jednak zostali pokonani przez Mateusza Basaraba w bitwie pod Fintą i wojska wołoskie ponownie wkroczyły do Mołdawii. Bazyli Lupu pokonany w kolejnej bitwie znowu uciekł do Kozaków, a jego zięć został zabity w bronionej przez siebie twierdzy w Suczawie, obleganej przez Wołochów, Siedmiogrodzian i Polaków. Wkrótce potem Jerzy Stefan zdołał uzyskać (kupić) zatwierdzenie swojego urzędu przez Wysoką Portę.
Zawdzięczając tron częściowo Polsce, mimo pokoju zawartego w 1654 z Bohdanem Chmielnickim (ojcem Tymofieja), Jerzy Stefan popierał Polskę. Zmienił front w 1655 wobec najazdu szwedzkiego na Polskę. Podjął wówczas rokowania z carem Aleksym Romanowem, poddając się w tajemnicy pod jego zwierzchność. Hospodarowie mołdawscy mieli być odtąd zatwierdzani przez Moskwę, a Jerzy Stefan zobowiązał się do wystąpienia przeciwko Turcji w momencie wybuchu wojny turecko-rosyjskiej. Układu tego jednak nie udało się zrealizować wskutek zaangażowania się Moskwy w wojnę ze Szwecją i porzucenia przez nią planów wyprawy na Turcję.
W 1655 Jerzy Stefan pomógł także hospodarowi wołoskiemu Konstantynowi Serbanowi w stłumieniu buntu semenów (zapoczątkowany on został rozruchami chłopskimi na Mołdawii, które zostały jednak szybko i krwawo stłumione). Współpracował też z księciem siedmiogrodzkim Jerzym Rakoczym – oddziały mołdawskie brały udział w jego ataku na Polskę w 1657.
W 1658 porządek w księstwach rumuńskich, których władcy prowadzili nazbyt samodzielną politykę postanowił zaprowadzić wielki wezyr Mehmed Köprülü. Usunął Konstantyna Serbana z Wołoszczyzny i Jerzego Stefana z Mołdawii. Obaj zbiegli do Siedmiogrodu, skąd mieli nadzieję wrócić na utracone trony, Turcy jednak spustoszyli także Siedmiogród. Konstantyn Serban co prawda próbował jeszcze walczyć o trony hospodarskie zarówno na Wołoszczyźnie, jak i w Mołdawii, jednak bezskutecznie. Jerzy Stefan natomiast objeżdżał trony europejskie w poszukiwaniu pomocy. Utraciwszy środki finansowe i popadłszy w chorobę, zmarł w 1668 w Szczecinie.